# Comuna Kaliivka, Șostka
Kaliivka (în ucraineană Каліївка) este o comună în raionul Șostka, regiunea Sumî, Ucraina, formată din satele Hudivșciîna și Kaliivka (reședința).

## Demografie
Componența lingvistică a comunei Kaliivka
     Rusă (91,28%)
     Ucraineană (8,72%)
Conform recensământului din 2001, majoritatea populației comunei Kaliivka era vorbitoare de rusă (91,28%), existând în minoritate și vorbitori de ucraineană (8,72%).